# David Campos
David Campos   (Barcelona, 1 d'agost de 1960) és un coreògraf i intèrpret català.
Nascut a Barcelona, David Campos va començar a estudiar dansa clàssica a l'Institut del Teatre de Barcelona i, més tard, amb Solange Golovine Master, exballarina del Ballet du Marquis de Cuevas.
Després de col·laborar ocasionalment en els darrers anys de la companyia del Liceu de Joan Magrinyà i en la companyia de dansa d'estil neoclàssic de Ramon Solé, David Campos va iniciar la seva carrera de dansa internacional com a solista de ballet a divuit anys a la Städtische Bühne Hagen (Alemanya), una carrera que va culminar al Ballet Reial de Flandes (Bèlgica), sota la direcció de Madame Brabants i, després, de Valeri Panov. Va ballar papers clau als teatres més importants de tot el món en ballets de destacats coreògrafs, com Jií Kylián, Nils Christie, Valeri Panov, John Butler, Frederick Ashton i Agnes de Mille. Va fer gires per Europa, els Estats Units i Àsia.
El 1987 torna a Barcelona amb Irene Sabas, la seva dona, també ballarina al Ballet Reial de Flandes, en rebre l'encàrrec de la Generalitat de crear el Ballet de Barcelona, d'estil clàssic. Al cap d'un any va tancar per falta de recursos econòmics. El mateix 1987, David Campos crea la seva pròpia escola de dansa. El 1999 funda la companyia Ballet David Campos, que el 2004 passa a residir en el Teatre Sagarra de Santa Coloma de Gramenet (deu ballarins contractats, més col·laboradors puntuals).
Ha creat coreografies com El Trencanous, Don Quixot, La Bella Dorment i Giselle, amb les quals ha trobat el seu propi estil per mitjà de la renovació del llenguatge escènic i coreogràfic dels gran ballets clàssics de repertori, adaptant-los als nous temps.
Les seves propostes escèniques, en col·laboració amb artistes contemporanis, fonen la dansa amb el llenguatge cinematogràfic, traslladen l'acció als temps actuals i adapten les composicions clàssiques amb música de nova creació, música rock o amb peces clàssiques, de Stravinski a Gershwin. A més, els ballets combinen les virtuoses variacions creades per coreògrafs com Màrius Petipà, Jean Coralli i Jules Perrot amb les tecnologies audiovisuals més modernes.
Després de portar la companyia als teatres Tívoli, Romea, Condal, Goya i al Gran Teatre del Liceu, el Ballet David Campos actua també a França, Itàlia i Bèlgica. Els ballets de David Campos esdevenen tot un revulsiu per al públic català, àvid de ballet clàssic. Amb aquestes visions actualitzades i plenes d'efectes especials, David Campos, en una proposta innovadora, crea el Projecte Pavlova per fer arribar la dansa a tot el territori; es tracta d'un acord amb diferents ajuntaments i teatres de Catalunya per acostar el ballet clàssic a poblacions on fins aleshores no havia arribat. Aquests espectacles estan precedits de xerrades didàctiques amb el públic.
L'any 2012 porta la companyia a una reeixida gira per Àsia amb el Philippine-Spanish Dance Connection Project. És amb aquesta voluntat pedagògica i popularitzadora que David Campos treballa des de fa més de vint anys per compartir amb el públic els sentiments que li suscita la dansa. Campos fa de cada actuació una festa i un revulsiu de les emocions, si cal des d'una estètica una mica naïf, distanciant-se voluntàriament del pensament pretesament avantguardista de la dansa contemporània que impera a Catalunya. Així arriba a una entesa emocional amb el públic català, un nou espai on el gaudi, l'alegria i la comunicació amb els espectadors són possibles sense renunciar a la qualitat ni a l'art.
L'any 2013, David Campos es veu obligat a tancar la companyia per falta de recursos i ajuts econòmics. A partir d'aquest moment torna a treballar en l'àmbit internacional com a coreògraf per a companyies internacionals. Darrerament ha creat ballets per a l'Acadèmia de Ballet del Bolxoi de Moscou.

## Significació
Ballarí internacional, destaca com un dels grans professors de ballet clàssic de Catalunya i per la creació d'una companyia amb ballarins clàssics professionals. Com a coreògraf ha renovat el repertori del ballet clàssic fent-lo contemporani i introduint-hi elements audiovisuals, i ha creat noves coreografies d'estil neoclàssic.

## Estrenes
- Carmina Burana
- Petrushka
- Rock Rèquiem
- Velvet Wings (per al Ballet de Manila, Filipines)
- La màscara de la mort vermella
- Volveré a nacer (homenatge a José Hierro)
- Euràsia (2004)
- Turn Me On (2006)
- En clau de jazz (2008)
- Don Quixot
- Trencanous
- La Bella Dorment (2009)
- Giselle (2011)[1]